# بني مزار
بني مزار مدينة مصرية تتبع محافظة المنيا، على الضفة الغربية لنهر النيل.

## المكان
تقع على بعد 197 كم جنوب القاهرة.

## تاريخها
ويقال إن أصل اسمها هو "باب المزار"؛ لأنها كانت المدخل لزيارة منطقة البهنسا الشهيرة بكثرة المزارات.

## السياحة
يوجد في بني مزار العديد من الآثار الإسلامية والمسيحية وجاري عملية تطوير المعالم الأثرية بتكلفة مبدئية 9 ملايين جنيه مثل :-
1. قبة السبع بنات (المشهور عنهم أنهم اشتركوا في حروب فتح البهنسا)
2. شجرة مريم (وهي الشجر التي استظل تحتها السيد المسيح وأمه البتول مريم ويوسف النجار)
3. مقام سيدي جعفر وعلي أولاد عقيل بن أبي طالب
4. قبة التكروري (وهو عبد الله التكروري أحد الأمراء المغاربة الذين زاروا البهنسا)
5. السيدة خولة بنت الأزور (من العصر الفاطمي وهي أخت الأمير ضرار بن الأزور)
6. قبة أبو سمرة (وهو عبد الله بن أبي سمرة البهنسي)
7. مقام سيدي الأمير زياد بن الحرث بن أبي سفيان بن عبد المطلب
8. أبان عثمان بن عفان
9. المأذنة (مأذنة سيدي أبو سمرة بن زين العابدين بن الحسين)
10. قبة محمد بن أبي ذر الغفاري
11. قبة محمد بن أبي عبد الرحمن بن أبي بكر الصديق
12. سيدي علي الجمام (وهو قاضي ولاية البهنسا وأحد أئمة المالكية في عصره)
13. مسجد الحسن الصالح بن زين العابدين بن الحسين بن على بن أبي طالب.

## أنظر أيضاً
- المنيا
- البهنسا